# Чичано
Чича̀но (на италиански: Cicciano) е град и община в Южна Италия, провинция Неапол, регион Кампания. Разположен е на 50 m надморска височина. Населението на общината е 12 290 души (към 2010 г.).